# تاراس راد
تاراس راد (انگلیسی: Taras Rad؛ زادهٔ ۲۰ نوامبر ۱۹۹۹) ورزشکار اسکی صحرانوردی اهل اوکراین است.
وی در مسابقات کشوری و بین‌المللی در مجموع برندهٔ ۱ مدال طلا شده‌است.